# Meneses
Meneses ist ein spanischer und portugiesischer Familienname.

## Namensträger
- Alex Meneses (* 1965), US-amerikanische Schauspielerin
- Alfonso Téllez de Meneses († 1230), spanischer Adliger
- Amadeu da Silva Meneses († 1482), portugiesischer Mönch, Ordensreformator und Mystiker
- Antonio Meneses (1957–2024), brasilianischer Cellist
- António José Teles de Meneses, portugiesischer Kolonialverwalter
- António Luís de Meneses, 1. Marquês de Marialva (1603–1675), portugiesischer Feldherr
- Beatrix da Silva Meneses (um 1425–1490), spanische Heilige
- Caetano de Lemos Telo de Meneses (1739–1795), portugiesischer Kolonialgouverneur von Timor
- Carlos J. Meneses (1863–1929), mexikanischer Pianist und Dirigent
- Claudio Meneses (* 1988), chilenischer Fußballspieler
- Dom Diogo de Meneses (1520–1580), portugiesischer Kolonialgouverneur
- Duarte de Meneses (Gouverneur von Ceuta) (1414–1464), portugiesischer Militär und Kolonialverwalter, Gouverneur von Ceuta
- Duarte de Meneses (12. Gouverneur von Tanger) (um 1470–nach 1532), portugiesischer Militär und Kolonialverwalter, Cousin des 5. Gouverneurs von Portugiesisch-Indien
- Duarte de Meneses (5. Gouverneur von Portugiesisch-Indien) († 1539), portugiesischer Militär und Kolonialverwalter, Enkel des Gouverneurs von Ceuta
- Duarte de Meneses (Vizekönig) (1537–1588), portugiesischer Militär und Kolonialverwalter, Enkel des 5. Gouverneurs von Portugiesisch-Indien
- Enrique Meneses (1929–2013), spanischer Fotograf und Journalist
- Esteban Meneses (* 1972), uruguayischer Rugbyspieler und -trainer
- Fernando Luís Cardoso Meneses de Tavares e Távora (1923–2005), portugiesischer Architekt, siehe Fernando Távora
- Fernando Meneses (* 1985), chilenischer Fußballspieler
- Filipe Ribeiro de Meneses (* 1969), portugiesischer Historiker und Hochschullehrer
- Francisco de Meneses (Gouverneur), spanischer Kolonialgouverneur von Sri Lanka
- Francisco de Meneses Brito (um 1615–1672), spanischer Offizier und Kolonialgouverneur von Chile
- Francisco Meneses Osorio (1630–1705), spanischer Maler
- Francisco de Aguirre de Meneses (1507–1581), spanischer Konquistador
- Francisco López de Zúñiga y Meneses (1599–1655), spanischer Soldat und Gouverneur von Chile
- German Meneses Vogl (* 1945), deutscher Politiker (AL)
- Guillermo Meneses (1911–1978), venezolanischer Schriftsteller
- Isaías Meneses (* 1990), chilenischer Fußballspieler
- Jean Meneses (* 1993), chilenischer Fußballspieler
- Jesús López Meneses (* 1971), mexikanischer Fußballspieler
- Jorge de Meneses (um 1498–1537), portugiesischer Seefahrer und Statthalter
- Jorge Duilio Lima Meneses (* 1945), brasilianischer Sänger, siehe Jorge Ben Jor
- José Eduardo da Costa Meneses, portugiesischer Kolonialgouverneur von Timor
- Josep Ángel Saiz Meneses (* 1956), spanischer Geistlicher, Erzbischof von Sevilla
- Mai Meneses (* 1978), spanische Sängerin, Mitglied von Nena Daconte
- Manuel José de Meneses Fernandes Costa (* 1893), portugiesischer Offizier und Kolonialverwalter
- Maria Romero Meneses (1902–1977), nicaraguanische Ordensschwester
- Óscar Meneses (Fußballspieler) (* 1960), chilenischer Fußballspieler und -trainer
- Óscar Meneses (Leichtathlet) (* 1977), guatemaltekischer Leichtathlet
- Porfirio Meneses Lazón (1915–2009), peruanischer Schriftsteller
- Rui Meneses (* 1972), osttimoresischer Politiker
- Saida Meneses (* 1997), peruanische Leichtathletin
- Tello Téllez de Meneses (1208–1247), spanischer Bischof
- Valentim Fagundes de Meneses (* 1953), portugiesischer Ordensgeistlicher und römisch-katholischer Bischof von Balsas
- Walter Meneses, costa-ricanischer Fußballspieler